# Alakjelző
Az alakjelző vonatforgalmat vagy tolatási mozgást szabályozó, a vasúti pálya mellett elhelyezett, helyhez kötött jelző, amely a jelzéseit a fényvisszaverő kialakítású jelzést adó szerkezet (kar, tábla vagy tárcsa) helyzetével fejezi ki. A jelzőkarral jelzést adó jelzőket az irodalmibb szemafor szóval is illetik a nem szakmai körök. A szemafor szót a görög széma ('jel') és phorosz ('hordozó') szavakból képezték. Még elterjedt az úgynevezett karos jelző név a vasutasok körében, amely szintén elfogadott ma is. A szemafort a napóleoni háborúk idején a katonai híradásban is használták.

## Története
Az 1800-as évek második felében vált használatossá, a XX. század első felében megjelenő fényjelzők kezdték kiváltani, de a mai napig is jelentős a számuk hazánkban és Európában egyaránt.
A vasúti közlekedés biztosítására szolgáló, a hajózásban alkalmazott úgynevezett kosárjelzők (színes, fonott kosarak, kötelekkel póznákra felhúzva) kiváltására készült. Kronológiailag a tárcsás védőjelzők (gúlás jelzők) után, a fényjelzők előtt jelentek meg.

## A jelzők leírása
A jelzőket az egyvágányú vasúti pálya jobb oldalán, kétvágányú vasúti pályán a vágányok külső oldalán, a vágánytengelytől legalább 2,5 méterre kell felállítani úgy, hogy a vágányon haladó járművek űrszelvénye, illetőleg az arról lelógó rakomány ne érhesse azt el.
A kialakítás (tehát nem az adható jelzések értelme alapján!) megkülönböztetünk
- táblás jelzőket
  - kétfogalmú alak előjelzőt;
  - tolatásjelzőt;
- tárcsás jelzőket
  - háromfogalmú alak előjelzőt;
- karos jelzőket
  - egykarú jelzőt;
  - kétkarú jelzőt;
  - háromkarú jelzőt.

A háromkarú jelzőt jó pár évtizede nem használják a hazai vasúti közlekedésben, a jelzéseket bemutató táblázatokból ezért hiányzik. A táblázatok csak a jelenleg alkalmazott jelzéseket mutatják be.
A jelzőket 500-as emeltyűvel és 4 mm-es acél vonóvezetékkel állítják. A jelző általában 10 méter magasságú (kivétel a háromkarú jelző, ami 12 méter magas) Mannessmann-féle csőgyártási eljárással készül, három különböző átmérővel: az alsó harmad 180 mm külső átmérőjű, a középső harmad 150 mm, a felső pedig 120 mm, ezt a három csövet hegesztéssel rögzítik egymáshoz. Régebben az árbócot kettő darabból készítették a könnyebb szállíthatóság miatt, amiket a helyszínen szegecseltek össze. Volt olyan megoldás, mely szerint a két felet kúposra képezve azokat egymásba csúsztathatták, és csavarral rögzítették egymáshoz. A rácsos oszlopú jelzők már kikoptak a hazai vasutakról.

## Jelzések
FIGYELEM! Ezen jelzésértelmezések nem a hivatalos kifejezések/értelmezések,
 csupán a jelzések bemutatására szolgálnak, a hivatalos meghatározások 
az adott pályavasút Jelzési Utasításában találhatóak!
A vasúti járművek nagy tömege és kis tapadási súrlódása miatt szükséges, hogy ha egy adott pontnál (esetünkben jelzőnél) a járművet biztosan meg kell állítani, akkor erről a jármű vezetője előre tudomást szerezzen, mert a fékút nagyon sok esetben nagyobb, mint a mozdonyvezető által belátható távolság (lásd még: vakvezetés), ez indokolja az előjelzők létét, melyet az 1906-os, első jelzési utasításunk is már ismert. (Megjegyzendő, hogy volt időszak, amikor nem volt szükség előjelzőre, mert a vonatok elég lassan mentek ahhoz, hogy biztonsággal megálljanak a főjelzők Megállj! jelzése esetén is.)

### A karos jelzőkkel adható jelzések
A biztosított alak bejárati, fedező- és térközjelzők jelzései:

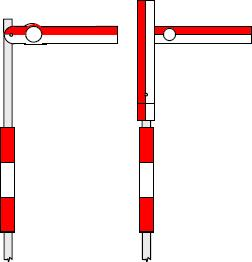
Megállj! Egy jelzőkar vízszintesen az árbóctól jobbra.
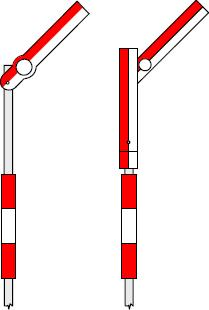
Szabad sebességcsökkentés nélkül. Egy jelzőkar az árbóctól jobbra rézsútosan felfelé.
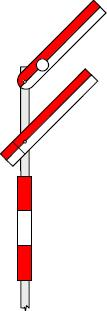
Szabad csökkentett, legfeljebb 40 km/h sebességgel. Két jelzőkar az árbóctól jobbra rézsútosan felfelé. A biztosított alak bejárati jelző akkor engedélyez két karral továbbhaladást, ha a jelző után kitérő irányba álló váltó vagy váltók vannak.

Az alak kijárati jelzők jelzései:

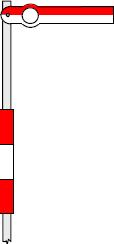
Megállj! Egy jelzőkar vízszintesen az árbóctól jobbra. Megtiltja a kihaladást a szolgálati helyről.
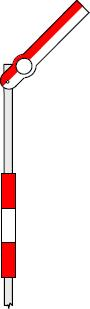
Szabad. Egy jelzőkar az árbóctól jobbra rézsútosan felfelé. Az alak kijárati jelzők nem jelzik a kihaladás sebességét, csak a kihaladást engedélyezik, vagy tiltják meg. Ha a kijárati jelzőnek előjelzője is van, akkor az áthaladó vonatok az előjelzővel kapnak jelzést a kihaladás sebességére. Helyből induló vagy megállás után induló vonatnál a kijárati váltókon csak akkor alkalmazható 40 km/h-nál nagyobb sebesség, ha megállapítható, hogy a kijárati váltók egyenes irányban állnak.

A nem biztosított alak bejárati jelzők jelzései:

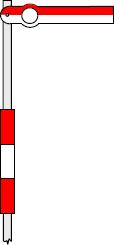
Megállj! Egy jelzőkar vízszintesen az árbóctól jobbra.
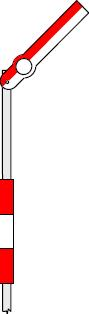
Szabad. Egy jelzőkar az árbóctól jobbra rézsútosan felfelé. A nem biztosított alak bejárati jelző nem ad sebességjelzést.

A nem biztosított (vonatjelentő) alak térközjelzők jelzései:

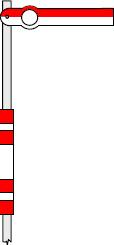
Megállj! Egy jelzőkar vízszintesen az árbóctól jobbra.
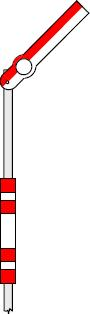
Szabad.  Egy jelzőkar az árbóctól jobbra rézsútosan felfelé. A Szabad jelzés azt jelzi, hogy a vonat a következő előjelzőig, a vonatnál alkalmazható legnagyobb sebességgel haladhat.

### Az alak előjelzőkkel adható jelzések
A biztosított alak főjelzők háromfogalmú alak előjelzőinek jelzései:

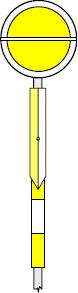
A főjelzőn Megállj! jelzés várható. Kör alakú tárcsa sárga lapjával a vonat felé fordítva, alatta egy függőleges helyzetű sárga-fehér jelzőkar.
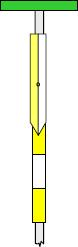
A főjelzőn sebességcsökkentés nélkül továbbhaladást engedélyező jelzés várható. Az előjelző vízszintes helyzetű tárcsáján zöld sáv, alatta egy függőleges helyzetű sárga-fehér jelzőkar.
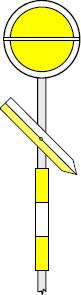
A főjelzőn csökkentett, legfeljebb 40 km/h sebességgel továbbhaladást engedélyező jelzés várható. Kör alakú tárcsa sárga lapjával a vonat felé fordítva, alatta egy rézsútos helyzetű sárga-fehér jelzőkar.

A biztosított alak főjelzők kétfogalmú alak előjelzőinek jelzései:

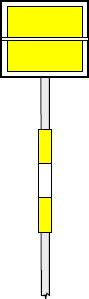
A főjelzőn Megállj! jelzés várható. Négyszögletes tábla sárga lapjával a vonat felé fordítva.
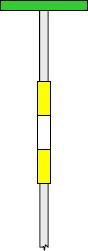
A főjelzőn sebességcsökkentés nélkül továbbhaladást engedélyező jelzés várható. Az előjelző vízszintes helyzetű tábláján zöld sáv.

A nem biztosított alak bejárati jelzők kétfogalmú alak előjelzőinek jelzései:

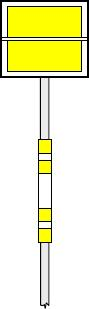
A főjelzőn Megállj! jelzés várható. Négyszögletes tábla sárga lapjával a vonat felé fordítva. A jelzés nem ad sebességjelzést, csak azt jelzi, hogy Megállj! jelzés várható a nem biztosított alak bejárati jelzőn.
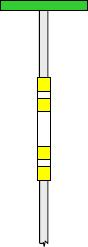
A főjelzőn Szabad jelzés várható. Az előjelző vízszintes helyzetű tábláján zöld sáv. A jelzés nem ad sebességjelzést, csak azt jelzi, hogy Szabad jelzés várható a nem biztosított alak bejárati jelzőn.

A nem biztosított alak térközjelzők kétfogalmú alak előjelzőinek jelzései:

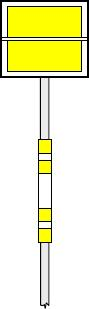
A főjelzőn Megállj! jelzés várható. Négyszögletes tábla sárga lapjával a vonat felé fordítva. A jelzés nem ad sebességjelzést, csak azt jelzi, hogy Megállj! jelzés várható a főjelzőn.
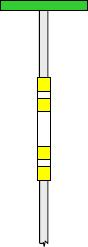
A főjelzőn Szabad jelzés várható. Az előjelző vízszintes helyzetű tábláján zöld sáv. A jelzés nem ad sebességjelzést, csak azt jelzi, hogy Szabad jelzés várható a főjelzőn.

Az előjelzővel egyesített alak főjelzők:
| Kétfogalmú előjelző esetén | Háromfogalmú előjelző esetén |
| --- | ---------------------------- |
| Az alak kijárati jelző előjelzője elhelyezhető az alak bejárati jelző árbócán is. Ilyen esetben először a főjelzővel, majd az előjelzővel kapott utasításokat kell végrehajtani. |                              |

### Az alak tolatásjelzőkkel adható jelzések
Az árbócos alak tolatásjelzőknek nincs biztosított változatuk.
Azt alak tolatásjelzők jelzései:

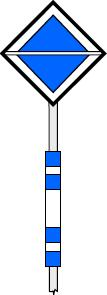
Tilos a tolatás! Csúcsára állított négyszögletes tábla kék lapjával a vágányra merőleges helyzetben.
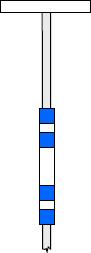
Szabad a tolatás. Vízszintes helyzetű tábla fehér sávja látható.

## A jelzők kivilágítása
Alapszabály az volt, hogy a jelzőket sötétben, és ha a távolbalátás korlátozott, akkor ki kell világítani. Ez alól felmentést azok a vasútvonalak szolgálati helyei kaphatnak, amelyiken az alkalmazható legnagyobb sebesség 60 km/h vagy annál kisebb. Ezeken a helyeken a jelzők jelzést adó alkatrészeit (karjait, tárcsáit, nyilait) és a jelzőárbócot is fényvisszaverő fóliával látják el, amit a közeledő vasúti jármű sugárvetője (azaz felső lámpája) világít meg. Ezt a szabály azonban a MÁV a 2023.04.01-én életbe lépet utasításból törölte.
A kronológiai sorrendet betartva: az idők során először reflektált világítással próbálkoztak, azaz a jelzőre vagy közvetlenül elé szerelt fényszóróval világították meg a jelzést adó alkatrészt. Ennek egyértelmű előnye, hogy sötétben ugyanolyan jelzésképet lát a vonatszemélyzet, mint nappal, tehát nem szükséges kétfajta jelzésképet megtanulni, azokat napszak szerint eldifferenciálni egymástól. Hátránya, hogy a nagymérvű energiaigény ellenére a jelzést adó alkatrészek megvilágítottsága alacsony maradt. A közüzemi elektromos hálózat kismértékű kiépítettsége miatt (amikor is előnyös lett volna ez a megvilágítási mód) nem terjedhetett el.
Kísérleteket folytattak még (a Déli Vasúton) "Aga"-féle gázégőkkel, amelyeket a jelzők közelében elhelyezett gázpalack táplált acetilén-disszugázzal. Ezek úgynevezett villogó fényt adtak, azaz nem folyamatosan égették őket, hanem percenként 60-szor villantották csak fel őket. A két felvillanás között azonban nem aludt el a lámpa, hanem csökkentett fényerővel égett.
Jelenleg kizárólag kőolajüzemű, úgynevezett Kroluper-féle lámpákat használnak. A lámpa elejébe – hogy a fénysugarak ne széttartva, hanem párhuzamosan haladjanak – úgynevezett lépcsős, azaz Fresnel-lencse van beépítve. Nagyobb pályaudvarokon ezekbe a lámpákba villanyégőt, a lámpák tetejére pedig elektromos csatlakozót helyezve üzemeltették őket.
A múlt században a lakossági világítási és fűtési szükségletek egy jelentős része a vasútnál is alkalmazott kőolajszármazékokkal valósult meg, így a vasúti dolgozók a munkahelyi készleteket gyakran dézsmálták. Ezt visszaszorítandó készítettek világítási naptárt, amiben meghatározták, hogy a jelzőlámpákat mikor kell kihelyezni és mi a legkorábbi időpont, amikor be lehet hozni. Ezenkívül megállapították a kanóc (bél) szélessége alapján a fajlagos üzemanyag-fogyasztást, így a havi, évi kőolajigény precízen tervezhető lett. A vasúti dolgozók azonban több trükköt is kitaláltak:
- a lámpabél két sarkát élesen levágva az kisebb keresztmetszetben ég, így kevesebb a fajlagos fogyasztás, a különbség megtakarítható;
- az elszenesedett lámpabelet a kupak felett égették;
- csak a felső lámpát húzták fel a jelzőre, ha a jelzőt várhatóan nem kellett az éjjel kezelni vagy csak egy karral (háromfogalmú alak előjelzők esetén csak tárcsával).

A jelzőkön található kettő vezető vaspálca, amire a lámpatartót szerelve azt fel vagy le lehet mozgatni a lámpalánc segítségével. A lámpatartón két horog található, erre kell akasztani a jelzőlámpát. A két horog között található az úgynevezett vihargomb, ami megakadályozza, hogy erőteljesebb állítástól vagy viharban a lámpa annyira belengjen, hogy a horgokról leakadjon. A jelzőlámpa mindig fehér fényt bocsát ki, a jelző mozgató mechanizmusai által a lámpa elé mozgatott Ø190 méretű színes üvegek (esetenként bádoglemezek) biztosítják a megfelelő fényű jelzést, vagy éppen a fény kitakarását.
Nagyon fontos követelmény, hogy csak a jelzőlámpa teljesen felhúzott helyzetében alakulhasson ki a látható jelzési kép, ezt a (Ganz-féle) A alakú kulissza biztosítja: csak a teljesen, ütközésig felhúzott lámpatartó előtt mozdul az üvegkeret; amíg nincs véghelyzetben a lámpatartó, addig az üvegkeret nem fog mozdulni.
A lámpafelhúzó láncra egy zárnyelvet szerelnek, és azt a jelzőárbóc aljánál lévő lámpalánczárhoz lehet zárni. A zárnyelv olyan helyre kerül felszerelésre, hogy csak a teljesen felhúzott lámpánál lehessen azt a zárba behelyezni és a kulcsot kivenni, azaz ha a kulcs a személyzet birtokában van, akkor a lámpa pontosan fel van húzva a helyére (TRT-rendszerű lámpalánczár).
Korábban voltak üzemben olyan lámpalánczárak is, amikor a zár magán a láncon volt, de – mivel nem csak a legfelső helyzetben lehetett lezárni a láncot – módosításra szorultak. Később, a szabványosítás során a feljebb említett, TRT-rendszerű megoldás terjedt el.

## A karos jelzők
Az alkalmazás szempontjából a karos jelző a most hatályos jelzési rendszerben lehet:
- bejárati jelző;
- kijárati jelző;
- fedező jelző;
- térköz jelző.

Korábban ezeken kívül létezett még:
- vágányútjelző;
- irányjelző.

Utóbbi kettőt a sebességjelzési rendszerben nem használják.

### Egykarú jelző
A jelzőt 1×500-as láncmozgású emeltyűvel, 4 mm-es acél vonóvezetékkel állítják. A jelzővel szemben állva a bal oldali vonóvezetékszál végzi a jelző Szabad állásba állítását, a jobb oldali szál pedig a Megállj! állásba állítását.
A jelzőn lévő kettős színesüveg-tartó keret felső, vörös üveget, az alsó pedig zöld üveget tartalmaz. A keret mozgatását az A alakú kulissza végzi.
A jelző készülhetett Roesseman-féle vagy kulisszás kicsappanó szerkezettel, illetve kicsappanó szerkezet önmagában, kulissza nélkül.

#### Roesseman-féle kicsappanó szerkezet
Ezt a megoldást rácsos jelzőknél alkalmazták, a jelzőszárnyra szerelve készítették. Ez fogasléces megoldással készült, a szerkezet a jelzőről leesett a szétcsappanás során. Hogy kárt ne okozzon, rövid láncdarabbal a jelzőhöz kellett rögzíteni. Mára teljesen kikopott.

#### Kulisszás kicsappanó szerkezet
A jelzőárbócra hegesztett két tengelyen van a kulisszaszerkezet (Ganz-fejlesztés), amely áll a T alakú görgős idomból és az állítórudat mozgató kulisszából. A T alakú idom két csapjára van felszerelve a kicsappanó szerkezet.
A T alakú idom görgős idomon lévő görgő a jelző Megállj! állásában a kulissza külső ívén helyezkedik el.
A lapos állítórúd szabályozható fejjel ellátott vége a kulissza csapos nyúlványához csatlakozik, a másik vége a jelzőkarral van összekötve.
A jelző állításakor a T alakú görgős idom 90%-kal elfordul. Az 500 mm első 150 mm-én a T alakú görgős idomon lévő görgő a kulissza bal oldali ívén halad, és kireteszeli a Megállj! állásban álló (vízszintes) jelzőkart. A következő 200 mm során a görgő a kulissza vájatába illeszkedve elforgatja azt. Az elforduló kulissza magával fordítja a lapos állítórudat, az pedig 45°-ban felfelé forgatja (az óramutató járásával ellentétes irányba) a jelzőkart, Szabad állásba állítva így a jelzőt. Az utolsó 150 mm-es vonóvezetékút a jelzőkar reteszelését végzi, annak Szabad állásában.
A kicsappanó szerkezet egy egykarú és egy kétkarú emelőből áll, ezek egymásra feküdve egyensúlyban vannak, ha a külső végükre helyezett vonóvezetékek épek és így ugyanakkora nagyságrendű erővel feszítik a két oldalt lefelé. Ha jobb oldali, azaz a Megállj! állásra húzó szál szakad el, akkor az egykarú (bal oldali) emelőn lévő súly azt lefelé húzva a két emelő egymásból kiakad, a súly teljesen lehúzza a bal oldali emelőt. A súly leesésének két következménye van:
- az így meglazuló, Szabad állásra húzó vonóvezetékszál a jelző nem kerülhet szabad állásba (hiszen a Megállj! állásra húzó szál szakadása miatt mi húzná vissza azt?)
- a leeső súly a T alakú görgős idomra olyan értelmű forgatónyomatékkal hat, hogy végső soron a kulissza a jelzőt Megállj! állásra állítja (ha a jelzőkar a saját súlyától nem kerülne abba).

A jelző (különösen az állítókészülékhez közel fekvő jelzők) hajlamosak arra, hogy erőteljesebb állítás során a jelző szétcsappanhasson. Éppen ezért ezeket a jelzőket is megfelelően be kell szabályozni.
A szétcsappant jelzőt a fenntartó személyzetnek kell helyreállítania, a kezelő személyzet ezt nem tudja megtenni.

#### Kulissza nélküli kicsappanó szerkezet
Ekkor a kicsappanó szerkezetet magán a jelzőszárnyon helyezték el, tehát jóval feljebb, mint a kulisszás megoldásnál. A hátránya, hogy nem a képes reteszelni a jelzőt egyik állásában sem, a vonóvezeték teljes elmozdulása a jelzőkar elmozdítására fordítódik (így elég kb. 300 mm). Mára teljesen kikopott.

### Kétkarú jelző
Ezen jelző már két karral ad jelzést, azaz három jelzési fogalom adására képes:
- Megállj!;
- Szabad egykarral;
- Szabad kétkarral.

A jelzőt 2×500-as láncmozgású emeltyűvel, 4 mm-es acél vonóvezetékkel állítják. A jelzővel szemben állva a bal oldali vonóvezetékszál végzi a jelző Szabad egykarral állásba állítását, a jobb oldali szál pedig a Szabad kétkarral állásba állítását, tehát esetünkben mind a két szál szabadra húzó szál, ami különleges feltételeket támaszt a vonóvezeték-szakadás kezelésére. Az idők folyamán két jelentős változata alakult ki a jelzőn található mozgató mechanikának: az ollóskerék és a kulissza segítségével mozgatott jelzőkar. Részletesen lásd később.
A jelző kivilágítását a két jelzőkarnak megfelelően két darab kettős üvegkeret biztosítja. Ezeket laposvassal kötik össze, így egyszerre mozognak. Ez a lámpatartó is két vezetőpálcán ereszthető le és húzható fel, lámpalánc (kalibrált blokklánc) segítségével. A két vezetőpálca között található az úgynevezett biztonsági rúd (ez kissé vastagabb is a vezetőpálcáknál), aminek a feladata, hogy az alsó lámpa csak akkor kerülhessen az üvegkeret elé, ha a lámpatartó teljesen fel van húzva.
A felső kettős üvegkeretben felül egy vörös, alul egy zöld színű üveg, az alsó kettős üvegkeretben pedig felül bádoglemez, alul zöld üveg található. A bádoglemez biztosítja, hogy amikor a jelző csak egykarral ad jelzést, akkor az alsó lámpa fénye ne lehessen megtévesztő a vonatszemélyzet számára.

#### Roesseman-féle jelző
Itt is fésűs szétcsappanó szerkezetet alkalmaztak, hasonlóan az egy karú alakjelzőhöz, de ez már régen kikopott a hazai hálózatról.

#### Ollóskerekes jelző
Maga az ollóskerék a felső jelzőkar tövének közelében található. Egy-egy felső csapjára van átlapolással felfektetve mindkét vezetőszál úgy, hogy mind a két vonóvezeték végigfekszik a másik vonóvezeték vályúján is. Ennek vonóvezeték-szakadáskor van nagy jelentősége (az ebben az esetben történő pontos működést lásd később).
Egykarral történő állításnál az ollóskerék az óramutató járásával ellentétes irányba fordul, miáltal az ollóskerék hosszúvájattal ellátott karjához csatlakozó rudazat is felfelé fog mozdulni. A függőleges rúd a hozzátartozó szögemeltyűt ugyancsak elforgatja ugyanabba az irányba. A szögemeltyűhöz hozzá van szegecselve, így vele együtt mozog a csuklós rúd alsó része, ami így kifelé bicsaklik, így végső soron a jelző felső karját Szabad állásba húzza.
Kétkarral történő állításnál a jobb oldali vonóvezeték húzza szabadra a jelzőt, azaz az ollóskerék az óramutató járásával megegyező irányba, a szögemeltyű pedig ugyancsak ugyanabba az irányba fordul. A csuklós rúd most befelé bicsaklik és mindkét kart Szabad állásba húzza. Egy külön laposvas van felszerelve azért, hogy az alsó, második kar csak akkor juthasson Szabad állásba, ha a felső kar már Szabadra áll.
Vonóvezeték-szakadás esetén borul a mechanikai egyensúly, akkor az ollóskeréknél lévő öntöttvas vályúk a kerék peremére simulnak. Ha az egyensúly felbomlik, az ollóskerék elfordul, az ép vezeték arról lecsúszik, így az nem tudja Szabad állásba rántani a jelzőt. A felső kart ellensúlyozó súly is kiakasztódik és így biztosítja, hogy az vízszintes helyzetet foglalhasson el. Az ellensúlyt leesés ellen lánc védi, így az a jelző oldalának fog csapódni. Villamosított vonalakon előírás, hogy a vonóvezeték-végeket biztosító láncokkal a jelzőhöz kell rögzíteni, nehogy a levágódó láncok a felsővezetékhez csapódjanak.
Régebben más módon alakították ki a szétcsappanó mechanikát, azonban ez a sok mázolástól összeragadva nem csappant szét. Az ollóskerekes megoldással üzemelő jelzők száma minimális .

#### Kulisszás jelző
A vonóvezetékpár a kicsappanó szerkezethez csatlakozik, amely a szerelt emeltyűn helyezkedik el. (Figyelem! Ez a szerelt emeltyű a jelző árbócán található, nem egyenlő az állítókészülékre szerelt emeltyűvel!) Itt a kicsappanó szerkezet már két darab kétkarú emelőből áll, ezek a szerelt emeltyű egy-egy csapjára vannak elforgathatóan felszerelve. A vonóvezetékek kengyellel akaszthatóak fel a kétkarú emeltyűk kampószerűen kiképzett végeire.
A szögemeltyűs kulissza sem volt eddig a jelzők része, ez végzi a szögemeltyű mozgatását és a végállások reteszelését. A csuklós lapos rúd és a szögemeltyű a kulisszás jelzőnél is megtalálható.
Az egykar állítása: a jobb oldali vezetékszál a kicsappanó szerkezet az óramutató járásával megegyező irányba fordítja el a szerelt emeltyűt, a szögemeltyűs kulissza az ellenkező irányba fordul. Ekkor a csuklós lapos rúd kifelé bicsaklik és a jelző egykarral Szabad állásra áll.
A kétkar állítása: a bal oldali vezetékszál a kicsappanó szerkezet az óramutató járásával ellentéte irányba fordítja el a szerelt emeltyűt, a szögemeltyűs kulissza az ellenkező irányba fordul. Ekkor a csuklós lapos rúd befelé bicsaklik és a jelző kétkarral Szabad állásra áll.
A jelző szétcsappan, ha a két vonóvezeték nem egyenlő nagyságrendű erővel terheli a kétkarú emelőket. Az egyik szál szakadásakor az egyensúly felborul, az ép vezeték oldalán lévő kétkarú emelő külső oldala lefelé mozdul, így az ép szálat lazítja (nehogy szabadra tudják húzni a jelzőt) annyira, hogy annak kengyelbe fogott vége az emeltyű kampós végéből kiakadva leesik a földre. Ezzel egyidejűleg lezuhan a kicsappanó súly is, és a szerelt emeltyű meghosszabbított végén függve marad.
Ha a jelző szabadra állt, akkor a leeső súly olyan értelmű forgatónyomatékot hoz létre, hogy a szerelt emeltyűt függőleges helyzetbe fordítja, így a jelzőt végső soron Megállj! állásba állítja. (A felső jelzőkar a saját súlyától is Megállj! állásba fordulna, a súly csupán a nagyobb biztonság miatt szükséges, amit a jelzőtől távol, az állítókészülékhez közel előforduló vonóvezeték-szakadás esetén nagy jelentőségű.)

### Háromkarú jelző
A jelenlegi, sebességjelzési rendszerben már nem használják, az 1960-as évekig érvényben lévő irányjelzési rendszerben volt jelentősége. Kijárati jelzők esetén azt jelezte, hogy a vonat a harmadik irányba jár ki, bejárati jelzők esetén pedig azt, a harmadik (vagy külön) vágánycsoportra beállított vágányútról tájékoztatta a vonatszemélyzetet.
A jelzőárbóc hossza 12 méter, a lámpatartó egy darabból készül, három lámpát lehet ráhelyezni.
A felső két kar működése szinte teljesen megegyezik az ollóskerekes kétkarú jelző működésével, a harmadik, alsó kar pedig a kulissza nélküli egykarú jelző egykarjával analóg.
A különbséget az okozza, hogy az ollóskerék gömbölyűrúdja nem csatlakozik közvetlenül a kétkar mozgató szögemeltyűhöz, hanem egy sarló alakú idomhoz kapcsolódik, amelyhez csatlakozik az alsó kar szétcsappanó szerkezete is.
Ez a sarló alakú idom biztosítja, hogy a jelzőt kezelni lehessen egykarral, kétkarral anélkül, hogy a harmadik kar elmozdulna.
Ha az alsó kart mozdítják, akkor az először a felső kart billenti ki, majd az az alatta lévőt, végül így ki tud billenni a harmadik kar is. Ez azért van, mert bármelyik, nem legfelső kar csak akkor mozdulhat ki alaphelyzetéből, ha a felette lévő kar már mozdult.
A szétcsappant jelző más módon viselkedik, mint az eddigiek. Mint azt megszoktuk, szétcsappant jelzőt egyáltalán nem lehet állítani, az önműködően Megállj! állásba kerül, sőt, az ép szállal is megszakítja a kapcsolatot. A háromkarú jelző esetén az alsó karhoz tartozó vonóvezetékpár szakadása általában csak a háromkar állítását befolyásolja, a jelző továbbra is állítható egykarral és kétkarral is. Viszont ha a felső két kart állító bármelyik vonóvezeték szakad el, a jelző egyáltalán nem lesz állítható. Az, hogy az alsó kar vonóvezeték-szakadása esetén lehet-e a felső karokat állítani, attól függ, hogy a sarló alakú idom kap-e annyi támasztékot az alsó függőleges rúdtól, hogy annak csatlakoztatása körül a sarló elforduljon.
Háromkarú jelzőből csak ollóskerekes kialakítás létezett, mert viszonylag késői találmány, de nem is volt hosszú életű ahhoz, hogy továbbfejleszthessék.

## Tárcsás/Táblás jelzők
Közös jellemzőjük, hogy jelzéseiket nem karokkal, hanem tárcsákkal (esetenként kiegészítésképpen nyilakkal) fejezik ki.
A jelzők árbóca hengerelt "I" vas, az alsó részén 2200 mm hosszban "U" vas merevítés van, így csökken a jelző kihajlása, amit a szél vagy az állítás során ébredő erők okoznak és a csapágyak túlzott kopását okozza.

### Kétfogalmú előjelző és nem biztosított tolatásjelző

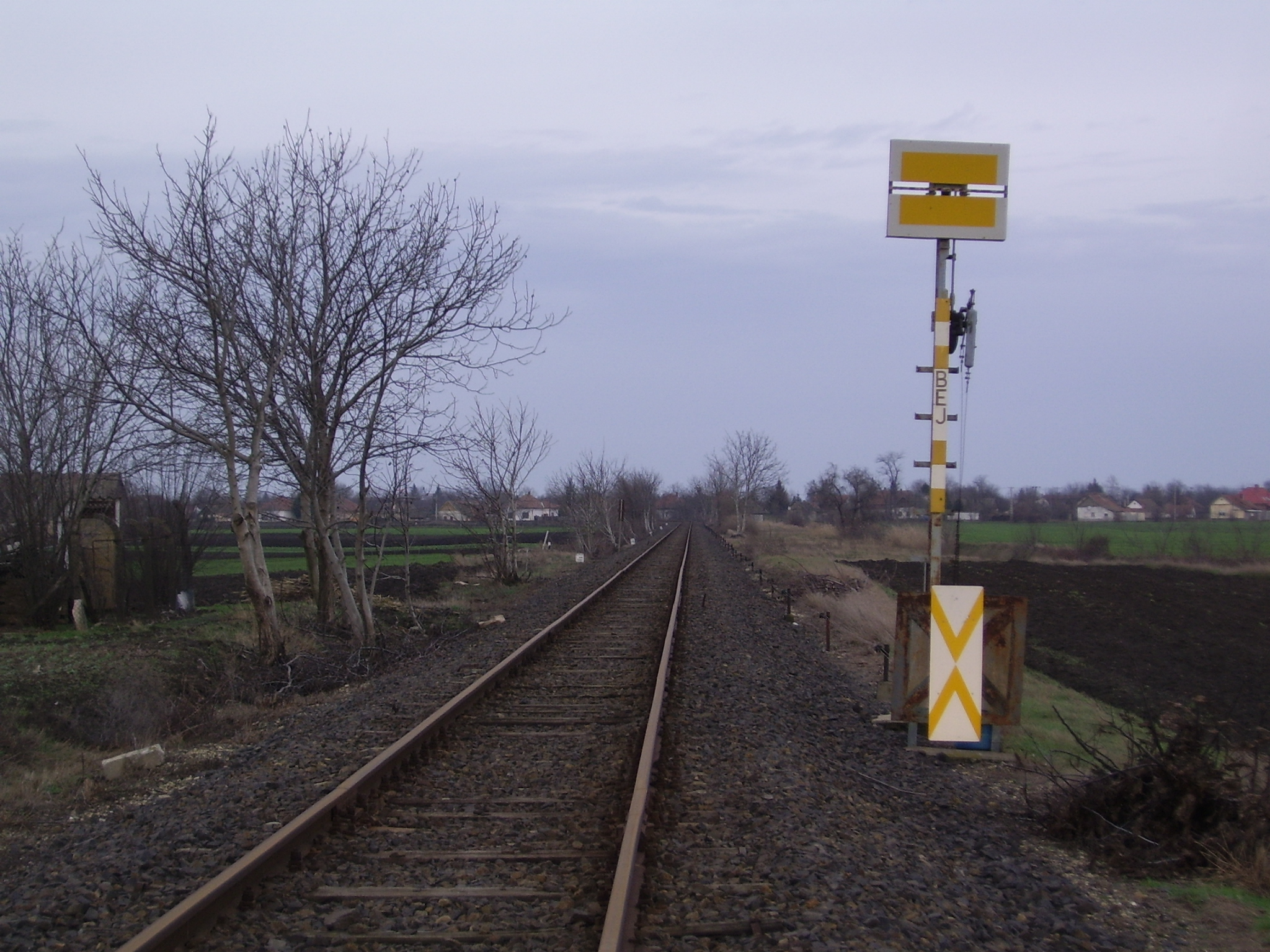
Földeák Makó felőli bejárati jelzőjének kétfogalmú előjelzője

Közös tárgyalásukat indokolja a szinte teljes mértékű szerkezeti hasonlóság. Közös jellemzőjük, hogy a jelzőtábla a vízszintes szimmetriatengelye alapján fordul úgy, hogy kezelt állapotban a vonatszemélyzet felé csak a tábla élét mutassa.
A kétfogalmú előjelző jelzőlapja téglalap, mérete 1000×800 mm, közepe sárga, széle fehér, a kettő között 20 mm vastagságú fekete sáv van.
Korábban két darab kettős lámpakeret került felszerelésre a jelzőre, a felső keretben a felső üveg sárga, az alsó zöld, az alsó keretben a felső üveg zöld és az alsó sárga. A megfordított lencseelrendezést (tudniillik hogy alul fordítva vannak a lencsék, mint felül) az indokolta, hogy a két keretet pont ellentétesen mozgatja az őket összekötő rúd. A felső keret és a kulissza között kúpkerék biztosít kapcsolatot. Ennek oka az, hogy a két lámpakeret a kulisszára merőleges síkban mozog. A jelenlegi jelzésrendszerben nincsen szükség az alsó lámpakeretre és az összekötő elemekre, így azokat leszerelték a jelzőkről.
Az alak tolatásjelzők a jelenleg hatályos, országos közforgalmú vasúton érvényes Jelzési Utasítás alapján csak nem biztosított tolatásjelzők lehetnek. Az alak tolatásjelzők jelzőlapja csúcsára állított négyzet, melynek mérete 970×970 mm. A belső része kék, a külső fehér mázolást kap.
A jelzők rendelkeznek kulisszás szétcsappanó szerkezettel, lámpakezelési függelékekkel stb., ahogy az az egykarú jelzőknél van.

### Háromfogalmú előjelző
Az állítása egy vonóvezetékpárt igényel, mindkét szál szabadra húzó szálként működik. Az állítószerkezet az árbóc hátsó oldalához van erősítve, a kicsappanó szerkezet a kulisszás kétkarú jelzőnél alkalmazott módon van kialakítva, a különbség az, hogy a bal oldali szál nem egykarra húzza a jelzőt, hanem annak tárcsáját működteti, a jobb oldali szál pedig nem kétkarra húzza a jelzőt, hanem a jelzőnyilat fordítja el.

## Villamos szárnykapcsoló
A villamos szárnykapcsoló egy elektromágnes, ami egy lapos vasdobozba épített szerkezetként a jelző árbócán (kb. 1,5 méter magasan) található. Ezen szerkezet elektromos áram hatására létesít vagy bont mechanikai függőséget a jelzést adó elemek és a vonóvezeték-kör között.
- Egyik alkalmazási köre volt a kijárati és térközjelzők működtetése, főleg olyan állomásokon, amikhez Siemens-Halske biztosítóberendezés csatlakozott:

Az a feladat, hogy a jelzőt az elhaladó vonat után vissza kell állítani, felesleges teherként jelentkezhetett a forgalmi szolgálatnál, különösen az éjjeli órákban, mert a legtöbb vonat ugyanazokon a váltókon, ugyanazon a vágányszakaszon halad át, így a kényelmet előtérbe helyezve egy-egy vonal dolgozói összebeszélhettek, hogy a jelzőket nem állítják a menet után Megállj! állásba, hanem Szabad állásban hagyva azokat a vonatokat gyakorlatilag időközi követésben közlekedtetik.
Ez a közlekedési mód ismert, ám nagyon veszélyes, főleg akkor, ha a vonatszemélyzet nem tudja, hogy előtte elakadt vonat lehet a pályán.
A villamos szárnykapcsoló – mint a vonóvezeték-szakadásnál – a jelzőt Megállj! állásba ejti, amit újra szabadra állítani csak a (beállított és) felhasznált vágányút feloldása és új vágányút beállítása után lehetséges.
- Másik alkalmazási köre a kijárati előjelzők működtetésének biztosítása a bejárati jelzők vonóvezeték-köréről. Ha az áthaladó vonat számára a kijáratot már kezelték, akkor a bejárati jelzőt kezelve a szárnykapcsolón keresztül kezelni lehet a kijárati jelző előjelzőjét is.
- Harmadik alkalmazási köre a háromkarú jelzők kezelésének egyszerűsítése. A jelzőre három szárnykapcsolót helyeznek el, minden karhoz egyet-egyet. A beállított vágányút alapján záródó érintkezők a megfelelő szárnykapcsoló-kombinációt működtetve lehetővé teszik, hogy elég legyen egy emeltyű a jelző kezeléséhez.